# Eriozona nigroscutellata
Eriozona nigroscutellata är en tvåvingeart som beskrevs av Tokuichi Shiraki 1930. Eriozona nigroscutellata ingår i släktet barrblomflugor, och familjen blomflugor.
Artens utbredningsområde är Taiwan. Inga underarter finns listade i Catalogue of Life.